# Битва під Лютценом (1632)
Битва під Лютценом — одна з найбільших битв тридцятирічної війни, між шведськими військами під проводом Густава ІІ Адольфа і габсбурзькими частинами на чолі з Альбрехтом Валленштейном 16 листопада 1632 року.

## Перед битвою
У 1632 році війська Католицької ліги під проводом Валленштейна вступили в район Саксонії. Слідом за ними тут ж рушили війська Густава Адольфа, який прагнув запобігти об'єднанню військ імператора. Поблизу Наумбурга Густав організував свої підрозділи і очікував на противника.
Після отримання інформації, що Валленштейн вислав свої підрозділи на чолі з Паппенгеймом в напрямку Галле і Лютцена, 15 листопада Густав спрямував свої підрозділи в тому ж напрямку. Валленштейн швидко зорієнтувався в ситуації зібрав свої підрозділи і наказав Паппенгеймові повернутись назад. Зайняв позицію на північ від дороги на Лейпциг, скерувавши війська фронтом на південь.
Центр позиції зайняли чотири колони піхоти, а кавалерія була розташована на пагорбах — праве крило в околицях Лютцена на чолі з Генріхом фон Голком, а ліве під проводом Матіаса Галаса. Вранці 16 листопада шведи розпочали рух з місцевості Ріппах в напрямку імперських військ. Шведська армія складалась з двох частин, в склад кожної входила піхота і кавалерія. Загалом шведські сили налічували близько 16000 чоловік, імперські сили без Паппенгейма налічували 15000 солдатів (плюс 10000 Паппенгейма). Зорієнтувавшись в ситуації Густав наказав армії зміститись вліво, і її праве крило потрапило під вогонь імперської артилерії, яка обстрілювала шведські колони на марші. Тільки близько полудня сили Густава добрались до лінії противника і розпочали битву.

## Битва

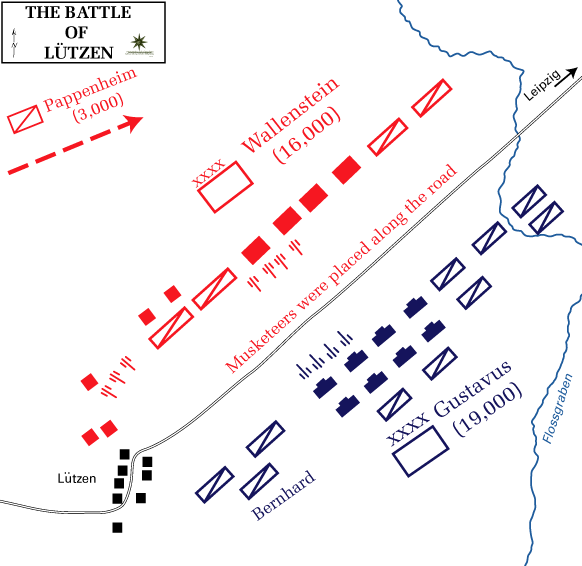
Мапа розташування військ

Густав вирішив завдати головного удару силами правого крила своєї армії, котрим він керував особисто. Метою короля було вибити противника з Лютцена. Тут розгорілись найважчі бої, в яких імперські війська поступово відступали перед шведами. Під час битви кавалерія Паппенгейма здійснила по шведах удар, але вони зуміли відбити атаку, а Паппенгейм був смертельно поранений. Підкріплення імперська армія отримала також від Октавіо Пікколоміні, який на чолі двох полків вступив в битву. Вступ у бій нових сил був цілком несподіваним для Густава, і під час одного з боїв короля було смертельно поранено. По його смерті битва тривала далі. Розлючені смертю полководця шведи продовжували шалено битися під проводом князя Бернгарда Веймарського, який перейняв командування.
Під вечір Бернардові вдалося примусити імперські війська відступати.
На полі бою боронилась піхота під проводом пораненого Валленштейна. Забравши тіло вбитого Паппенгейма імперські війська розпочали відступ в напрямку Лейпціга.
На полі бою імперські війська залишили всю артилерію і до 3000 полеглих. Шведи втратили близько 1500 загиблих і поранених, включаючи короля Густава.